# Bufoides kempi
A Bufoides kempi a kétéltűek (Amphibia) osztályába, a békák (Anura) rendjébe és a varangyfélék (Bufonidae) családba, azon belül a Bufoides nembe tartozó faj.

## Elterjedése
India endemikus faja, Északkelet-Indiában honos. Csak a típuslelőhelyről, Meghálaja állam Garo-hegységében, továbbá Eman Asakgre környékén ismert.

## Taxonómiai helyzete
A fajt George Albert Boulenger írta le 1919-ben Nectophryne kempi néven. Később Thomas Barbour a Pedostibes nembe sorolta. 2016-ban Chandramouli és Amarasinghe a Bufoides meghalayanus fajjal közös morfológiai jellemzők alapján a Bufoides nembe sorolta át. Akár ugyanazt a fajt is képviselhetik; azonban további anyagra lenne szükség a kérdés eldöntéséhez.

## Nevének eredete
Nevét Stanley Wells Kemp angol tengerbiológus tiszteletére kapta.

## Megjelenése
Kis méretű békafaj, a típuspéldányok 30 és 17 mm hosszúságúak; egyik példány sem volt még ivarérett. Pofája lekerekített. A tympanum nem látható. A parotoid mirigyek oválisak. Az ujjakon bazális úszóhártya, a lábujjakon mérsékelt méretű úszóhártya található. Az ujjak végén apró korongok vannak. A bőr szemcsés, apró, elszórt szemölcsökkel. A szemcsésedés az oldalán a legintenzívebb; a háti szemcsék nagyobbak, mint a hasiak. A konzervált példányok hasi része fekete; a nagyobbik példány hátoldala olajbarna, míg a kisebbiké végig fekete.

## Természetvédelmi helyzete
A vörös lista adathiányos fajként tartja nyilván.